# Isoken
Isoken es una película de comedia romántica de 2017 escrita y dirigida por Jadesola Osiberu (en su debut como directora). Es protagonizada por Dakore Akande, Joseph Benjamin y Marc Rhys.

## Sinopsis
Isoken tiene una vida perfecta, es exitosa y hermosa, pero sigue soltera a los 34 años, para preocupación de amigos y familiares en una cultura obsesionada con el matrimonio. Las cosas llegan a un punto crítico en la boda de su hermana menor cuando su madre la empuja a una relación con Osaze, un hombre guapo, exitoso y de buena familia, el perfecto marido nigeriano. Pero en un giro inesperado de acontecimientos, Isoken conoce y se enamora de Kevin. El único problema es que no solo no es un hombre Edo, sino que es Oyinbo (blanco).

## Elenco
- Dakore Akande como Isoken
- Joseph Benjamin como Osaze
- Marc Rhys como Kevin
- Funke Akindele como Agnes
- Lydia Forson como Kukua
- Damilola Adegbite como broma
- Tina Mba como mama Isoken
- Patrick Doyle como Papa Isoken
- Nedu Wazobia como Chuks
- Bolanle Olukanni como Rume
- Rita Edwards como tía

## Lanzamiento
Producida por Tribe85 productions y distribuida por Silverbird Distributions en Nigeria y Evrit Film en el Reino Unido, donde se estrenó el 24 de mayo de 2017 en el Cineworld del West End de Londres y posteriormente el 16 de junio de 2017 en el centro de eventos Landmark, Isla Victoria, Lagos. La película es uno de los proyectos de la industria creativa bajo el esquema de préstamos NollyFund apoyado por el Banco de Industria.

## Recepción
La cinta recibió muchas críticas positivas. Aunque Nollywood Reinvented la calificó con un 64%, también afirmó que si hay una palabra adecuada para describirla, sería "hermosa".